# Архиепархия Дурбана
Архиепархия Дурбана (лат. Archidioecesis Durbaniana) — архиепархия Римско-Католической церкви с центром в городе Дурбан, ЮАР. В митрополию Дурбана входят епархии Данди, Кокстада, Марианхилла, Умзимкулу, Умтаты, Эшове, Апостольский викариат Ингвавумы. Кафедральным собором архиепархии Дурбана является церковь святого Эммануэля.

## История
15 ноября 1850 года Святой Престол апостольский викариат Наталя, выделив её из апостольского викариата Мыса Доброй Надежды Восточной провинции (сегодня — Епархия Порт-Элизабета).
В следующие годы апостольский викариат Наталя передал свою территорию для возведения новых церковных структур:
- 2 июля 1879 года — миссии sui iuris Замбези (сегодня — Архиепархия Хараре);
- 4 июня 1886 года — апостольской префектуре Трансвааля (сегодня — Архиепархия Йоханнесбурга) и апостольскому викариату Кимберли Оранжевой Реки (сегодня — Епархия Кимберли);
- 27 августа 1921 года — апостольской префектуре Зулуленда (сегодня — Епархия Эшове);
- 10 сентября 1921 года — апостольскому викариату Мирианхиллу (сегодня — Епархия Марианхилла);
- 19 апреля 1923 — апостольскому викариату Свазиленду (сегодня — Епархия Манзини).

11 января 1951 года Римский папа Пий XII издал буллу «Suprema Nobis», которой преобразовал апостольский викариат Наталя в ранг архиепархии с наименованием «Архиепархия Дурбана».
23 июня 1958 года архиепархия Дурбана передала часть своей территории для возведения нового апостольского викариата Вольксруста (сегодня — Епархия Данди).

## Ординарии архиепархии
- епископ Marie-Jean-François Allard O.M.I.[1] (29.01.1851 — 20.06.1874);
- епископ Charles-Constant Jolivet O.M.I. (15.09.1874 — 15.09.1903);
- епископ Henri Delalle O.M.I. (19.12.1903 — 4.04.1946);
- архиепископ Denis Eugene Hurley, O.M.I. (12.09.1946 — 29.09.1992);
- кардинал Уилфрид Фокс Напье O.F.M. (29.03.1992 — 9.06.2021);
- архиепископ Зигфрид Мандла Джвара (9.06.2021 — по настоящее время).

## Источник
- Annuario Pontificio, Libreria Editrice Vaticana, Città del Vaticano, 2003, ISBN 88-209-7422-3
- Булла Suprema Nobis Архивная копия от 3 марта 2016 на Wayback Machine, AAS 43 (1951), стр. 257  (лат.)